# Avant-verlag
avant-verlag (« Éditions Avant ») est une maison d'édition de bande dessinée berlinoise fondée en 2001. Spécialisée dans la bande dessinée alternative, autobiographique ou de reportage, elle publie beaucoup de traductions. Son nom est une référence à l'expression « avant-garde » (Avantgarde en allemand).